# La Cousine Bette

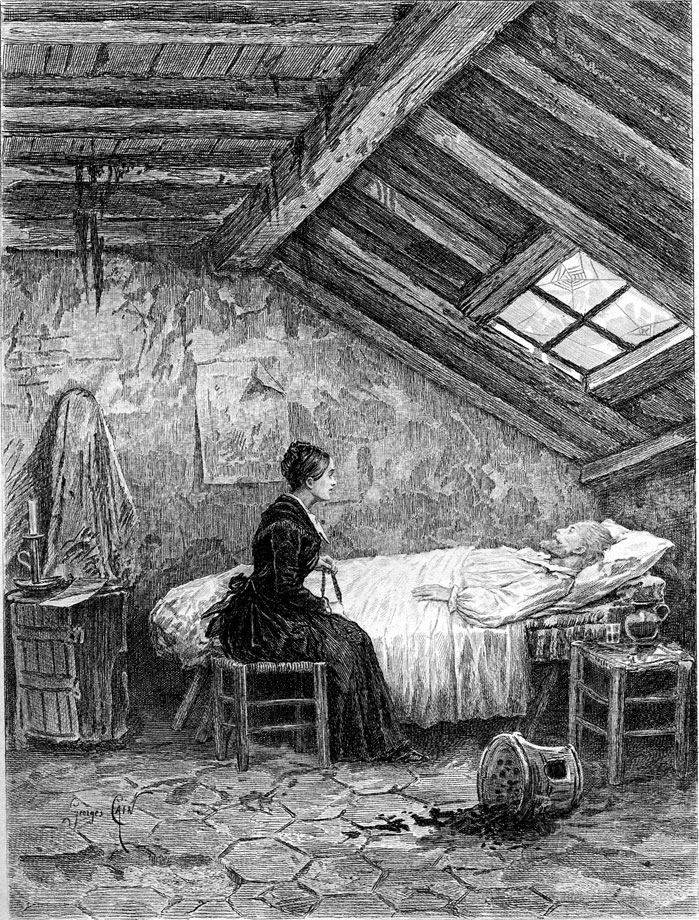
"La mort de Valerie", um dos últimos capítulos do livro 'A Prima Bette', de Balzac. Ilustração de Georges Cain.

La Cousine Bette (em português, A Prima Bette ou Bete em algumas edições) é um livro escrito pelo autor francês Honoré de Balzac em 1846, que faz parte da seção Scènes de la vie parisienne de sua La Comédie humaine. Conta a história de uma solteirona de meia-idade que trama a destruição de sua família estendida. 
Na década de 1840, um formato em série conhecido como roman-feuilleton (romance-folhetim) era altamente popular na França, e sua expressão mais aclamada eram os textos socialistas de Eugène Sue. Balzac quis desafiar a supremacia de Sue e mostrar-se o melhor autor de folhetins da França. Escrevendo rapidamente e com concentração intensa, Balzac produziu A Prima Bette, um de seus romances mais longos, em dois meses. Foi publicado no jornal político e literário Le Constitutionnel no final de 1846, depois reunido a uma obra afim, O Primo Pons, no ano seguinte.
O filme Cousin Bette, dirigido por Desmond Mac Anuff e lançado em 1998, conhecido no Brasil como A Vingança de Bette, foi baseado no romance. Em 1921 a atriz  Ruth Elizabeth Davis adotou o nome artístico Bette Davis em homenagem à personagem de Balzac.
Este romance é uma das obras-primas definitivas do autor, pertence ao subgrupo "Os Parentes Pobres", do qual faz parte ainda O Primo Pons. Neste livro, a ressentida, pobre e solteirona Lisbeth Fischer, a personagem-título, vinga-se de maneira terrível de todas as humilhações verdadeiras e imagináveis que sofreu de seus parentes ricos. O trágico é que suas vítimas, várias sem nenhuma estatura moral, veem nela um exemplo de desprendimento e lealdade. Outras grandes personagens são a calculista Valéria Marneffe, comparsa da Prima Bette e umas das maiores cortesãs criadas por Balzac; o decadente barão Hulot d'Ervy, presa do vício da libertinagem, que só faz aumentar à medida que envelhece; e o rico Barão Henrique Montes de Montejanos, único brasileiro a constar na galeria balzaquiana, com um nome que, aliás, de brasileiro tem muito pouco. Montejanos, apaixonado pela Senhora Marneffe, é por ela ludibriado com falsas promessas e reiteradas traições, até o momento em que reclama sua vingança. O horrível instrumento utilizado para isso está perfeitamente de acordo com pessoas originárias de país tão exótico e selvagem ("o mais seguro dos venenos animais, uma terrível doença que vale mais do que um veneno vegetal e que não tem cura a não ser no Brasil").
A reação da crítica a A Prima Bette foi imediata e positiva, o que Balzac não esperava. Quer devido à intensidade de sua criação ou ao tumulto de sua vida pessoal, o autor se surpreendeu com os elogios recebidos. Ele escreveu: "Eu não havia percebido quão bom é A Prima Bette [...] Existe uma imensa reação a meu favor. Eu venci!"

## Enredo
Lisbeth Fischer, apelidada de "Prima Bette", é chamado a Paris por sua prima Adeline Hulot (Adelina em português), mulher admirável que suporta as infidelidades de seu velho marido, o Barão Hulot, libertino apaixonado. Amargurada, feia, magra, com ciúmes doentios de Adelina e de sua beleza, Lisbeth tramará pela desgraça da baronesa Hulot e de sua filha Hortense (Hortênsia). Esta se casou com o conde Wenceslas Steinbock (Wenceslau), um refugiado da Livônia (polonês), ourives de profissão e talentoso escultor, que a prima Bette socorrera numa tentativa de suicídio e amparara, e mentia dizendo ser seu "namorado". Em sua raiva, ela lança uma de suas vizinhas do prédio, Valerie Marneffe (Valéria), uma cortesã, nos braços do barão Hulot d'Ervy, depois nas do conde Wenceslau. A família Hulot encontra-se quase destruída, mas quando as intrigas de Lisbeth Fischer parecem dar frutos e ela está prestes a se casar com o Marechal Hulot, irmão do Barão Hulot, o escândalo das operações financeiras fraudulentas do barão para cobrir suas imensas despesas explode. O velho marechal Hulot, considerando-se desonrado, morre. Quanto ao barão Hulot, desaparece. Após o sumiço do barão, é sobre Celestin Crevel (Celestino), pai de  Celestina e sogro de Victorin Hulot d'Ervy (Vitorino), irmão de Hortênsia, que se exercem as tramoias da dupla infernal Lisbeth Fischer-Valéria Marneffe. Quando esta última vem a se casar com Celestino Crevel, despojando Celestina e Vitorino da imensa fortuna paterna, a intervenção de Madame de Saint-Esteve (Senhora de Santo-Estêvão, também conhecida como senhora Nourrisson), a envenenadora já encontrada em Ilusões Perdidas e Esplendores e Misérias das Cortesãs, contactada secretamente por Vitorino, faz perecer de uma doença misteriosa a perversa Valéria Marneffe. Adelina Hulot enfim recupera seu marido e, diante da felicidade reencontrada pela família, a prima Bette morre de raiva. Tudo parece acabar em final feliz. No entanto, o Barão Hulot não se emendou e suas novas infidelidades causam a morte de Adelina. "Os pais podem se opor ao casamento de seus filhos, mas os filhos não podem impedir as loucuras dos pais na infância."
A Prima Bete é [...] o romance mais claramente erótico do escritor. Balzac, opondo-se aos escritores românticos, em lugar de evocar o relacionamento amoroso como algo essencialmente bom, fala dele como um jogo impiedoso onde a agressão, a desumanidade e a destruição estão sempre presentes."